# Anna Hestera
Anna Hestera (ur. 1900, zm. ?) – austriacka lekkoatletka, dyskobolka.
Dwukrotna mistrzyni kraju w rzucie dyskiem (1922 i 1923).
Reprezentantka klubu ASKÖ Stockerau.